# الاعتقادات (المجلسي)

صورة للغلاف الخارجي من کتاب الاعتقادات

الاعتقادات أو العقائد هو كتاب أو رسالة من تأليف المُحدّث الشيعي محمد باقر المجلسي المعروف عند الشيعة بلقب العلامة المجلسي، وتُسمّى هذه الرسالة كذلك باسم الرسالة الليلية لأن الشيعة ينقلون أن المجلسي كتبها في ليلة واحدة بمشهد علي بن موسى الرضا في إيران. ويُقال لهذه الرسالة كذلك اعتقادات المجلسي تمييزاً لها عن رسالة الاعتقادات للصدوق. وتتميز هذه الرسالة أن المجلسي كتبها بعد أن أنهى موسوعته الكبيرة بحار الأنوار الجامعة لدرر الائمة الأطهار والتي هي موسوعة ضخمة فيها الكثير من أحاديث النبي محمد وأهل بيته عن طرق الشيعة، ولذلك يقول الشيعة أن المجلسي قد استوعب وحقق كثيراً في الأحاديث والسنة التي هي من الأدلة التي يرجع إليها الشيعة في اعتقاداتهم فبنى عليها ما كتبه في رسالة الاعتقادات.

## سبب التأليف
قال المجلسي: (إنّه قد سألني بعض من هداه الله - تعالى- إلى طلب مسالك الحق والرشاد، واودع قلبه خوف المعاد، أن ابين له ما هداني الله - تعالى- إليه من طريق النّجاة في هذا الزمان، الذي اشتبه على الناس الطرق وأظلم عليهم المسالك، واستحوذ على اوليائه فأوردهم المهالك فنصب الشيطان وأحزابه من الجن والإنس على طريق السّالكين إلى الله -تعالى- فخوخهم ومصائدهم يمينا وشمالاً، وسوّلوا لهم على مثال الحق بدعة وضـلالاً.
فوجب عليّ أن أبين له مناهج الحقّ والطّاعة، بأعلام نيّرة ودلائل واضحة، وإن كنت على وجل من فراعنة أهل البدع وطغاتهم)

## ابوابها
يتألف الكتاب من مقدمة وبابين:
1. المقدمة، فيها يذكر المجلسي سبب تأليف كتابه هذا، وعن من تؤخذ العقيدة والعمل وعن من ينهى المكلف بأخذهما منه.
2. باب فيما يتعلق بأصول العقائد، في هذا الباب يذكر المجلسي ما على المكلف ان يعتقد فيتكلم عن وجود الله وصفاته والقضاء والقدر والأنبباء والملائكة والائمة والقيامة والضروريات وغيرها.
3. باب فيما يتعلق بكيفية العمل، وفي هذا الباب يذكر المجلسي بعض ما يجب ويستحب فعله على المكلف فيتكلم شيئاً عن النية ويذكر بعض الأدعية والأعمال ويختتم بارشاد المكلف بالابتعاد عن من يراهم من أهل البدع.

## نسخها
1. نسخة من المجموعة المرقمة 6340 للمكتبة المركزية لجامعة طهران.
2. النسخة المرقمة 357 للمكتبة الرضوية.
3. النسخة الأولى من المجموعة المرقمة 70 لمكتبة آية الله المرعشي النجفي.
4. النسخة الحادية والعشرون من المجموعة المرقمة 187 لمكتبة آية الله المرعشي النجفي.
5. النسخة المحفوظة في مكتبة جلال الدين المحدث الأرموي وهي ناقصة من آخرها.
6. النسخة المطبوعة باهتمام باقر النجفي في مشهد.
7. النسخة المطبوعة المنضمة إلى شرح الباب الحادي عشر.
8. النسخة المطبوعة بتحقيق مهذب الرجائي الطبعة الأولى 1409 هـ.[4]

## طبعات
طبع الكتاب مؤسسة الهدى للنشر والتوزيع كطبعة أولى في سنة 1378 للهجرة وعدد نسخ الطبعة 3000 بتحقيق حسن درگاهي.